# Лада Іжевськ
Лада Іжевськ — автомобільний завод у Іжевську в Росії. Є частиною АвтоВАЗу.

## Історія
Будівництво заводу почалося в 1965 році за підтримки Дмитра Устинова, що був у той час міністром оборонної промисловості СРСР.
12 грудня 1966 з конвеєра зійшов перший автомобіль іжевського виробництва — «Москвич-408». Всі деталі і комплектуючі автомобіля поставлялися заводом АЗЛК.
З 1967 по 1971 рік вводяться власні виробничі лінії: пресові і зварювальні, установки для фарбування кузова, лінії конвеєрів. Основні досягнення і нові розробки датувалися якраз початком 1970-их років.
Надалі спостерігався застій і спад виробництва аж до 2000, в якому відбулася зміна керівництва і юридичного статусу, після чого обсяги виробництва зросли й досі тримаються відносно стабільно.
У серпні 2005 року виробництво власних моделей «Іж» (за винятком ІЖ-27175 (фургон на базі ВАЗ-2104)) припинене, в грудні припинено виробництво ВАЗ-2106. Почалася промислова збірка автомобіля Spectra корейської компанії Kia Motors Corporation. З 2006 початий випуск нової KIA Rio.
На липень 2007 продовжується випуск ВАЗ-21043, запущена збірка KIA Sorento, збирається Іж-27175.
На початку 2009 року в результаті спаду збуту, викликаного економічною кризою, на заводі склалася вкрай важка ситуація. За станом на кінець березня завод працював три дні в тиждень по шість годин, але керівництво заявляло про можливу повну зупинку виробництва і скороченні 90 % співробітників — близько 5 тисяч чоловік.
У травні 2009 року виробництво на підприємстві було зупинене. У серпні цього ж року компанія подала до Арбітражного суду Удмуртської Республіки заяву про власне банкрутство.
З моменту придбання АвтоВАЗом у 2010 році завод виробляв моделі Nissan і Lada, включаючи Lada Granta, Nissan Sentra і Nissan Tiida. Завод також став місцем виробництва Lada Vesta, яка дебютувала у 2015 році.

## Хронологія випуску автомобілів
- 1966—1967 Москвич-408
- 1967—2001 Москвич-412
- 1968—1973 Москвич-434

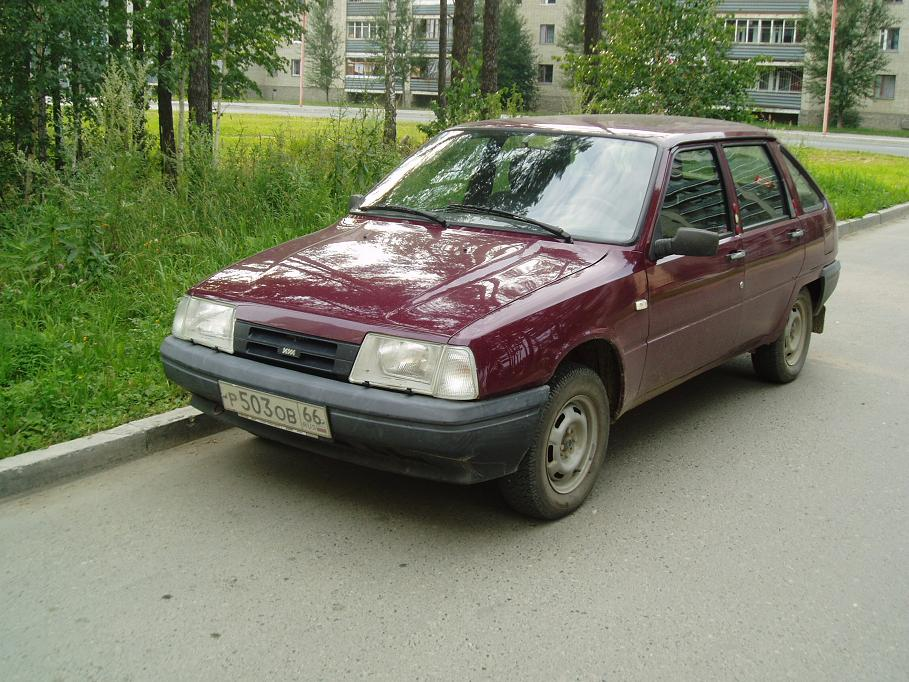
ІЖ-2126

- 1973 Фургон ІЖ-2715, пікап ІЖ-27151, вантажопасажирський варіант ІЖ-27156, ІЖ-2125 хетчбек «Комбі» з п'ятимісцевим п'ятидверним кузовом
- 1991—2005 ІЖ-2126 («Орбіта», згодом «Ода»). На базі моделі випускаються фургони ІЖ-2717, ІЖ-212612, ІЖ-212614 і пікапи ІЖ-27171 ІЖ-212615.
- 2001—2006 ВАЗ-2106
- 2001 ВАЗ-21043 (їх збірка повністю перенесена з «АвтоВАЗ»)
- 22 серпня 2005 початок випуску KIA Spectra
- 2006 початок випуску KIA Rio
- 2011—2012 LADA 2107
- 2012—2017 LADA Granta
- 2014—2017 LADA Granta liftback
- 2014—2017 Nissan Sentra
- 2015—2017 Nissan Tiida
- 2015— 2022 LADA Vesta
- 2017— 2022 LADA Vesta SW і LADA Vesta SW Cross
- 2018—2022 LADA Vesta Cross
- 2024 LADA Largus